# Ernst-Detlef Schulze
Ernst-Detlef Schulze (* 12. September 1941 in Berlin) ist ein deutscher Pflanzenökologe und war bis September 2009 Geschäftsführender Direktor des Max-Planck-Instituts für Biogeochemie in Jena. Zwischen 1997 und 2004 war er zudem Mitglied des Wissenschaftlichen Beirats Globale Umweltveränderungen der deutschen Bundesregierung.

## Biografie
Ernst-Detlef Schulze wurde in Berlin geboren und lebte in seiner frühen Kindheit nahe der hessischen Stadt Bad Hersfeld. Er studierte an der Georg-August-Universität Göttingen Forstwissenschaften und ging danach an die University of California, Los Angeles, finanziert durch ein Stipendium der Volkswagenstiftung. Dort studierte er Biologie und beendete das Studium mit dem Abschluss Master of Science.
1969 promovierte er an der Universität Würzburg mit einer Arbeit über die Stoffbilanz der Rotbuche. Er blieb in Würzburg als wissenschaftlicher Mitarbeiter und habilitierte sich 1974. Danach war er erst C2-Professor an der Universität in Würzburg und ging danach als C3-Professor an die Technische Universität München. 1975 wechselte er bereits wieder, diesmal als C4-Professor an die Universität Bayreuth, wo er bis 1997 blieb. Er war Sprecher des Sonderforschungsbereichs „Gesetzmäßigkeiten und Steuerungsmechanismen des Stoffumsatzes in ökologischen Systemen“ der Deutschen Forschungsgemeinschaft von 1980 bis 1994 sowie der „Bayerischen Forschungsgruppe Forsttoxikologie“ von 1983 bis 1990. Gemeinsam mit Bernhard Ulrich aus Göttingen gründete er die fünf Ökosystem-Forschungszentren in Deutschland und erforscht seitdem die globalen Stoffkreisläufe. Eines der Zentren, das „Bayreuther Institut für Terrestrische Ökosystemforschung“ (BITÖK), leitete Schulze von 1989 bis 1993 als Geschäftsführender Direktor.
Im Jahr 1997 wurde Schulze als Direktor an das neu gegründete Max-Planck-Institut für Biogeochemie nach Jena berufen. Seit 1999 ist er außerdem Honorarprofessor an der Friedrich-Schiller-Universität Jena. Schulze war zwischen 1997 und 2004 Mitglied des Wissenschaftlichen Beirats Globale Umweltveränderungen der deutschen Bundesregierung. 

## Forschungsarbeiten
Ernst-Detlef Schulze arbeitet hauptsächlich auf dem Gebiet der Ökophysiologie und untersucht die globalen Stoffkreisläufe. In frühen Forscherjahren spezialisierte er sich vor allem auf die photosynthetische Regulation und den Wasserhaushalt der Pflanzen an verschiedenen Standorten der Erde. Im Rahmen der „Bayerischen Forschergruppe Forsttoxikologie“ untersuchte er die Ursachen der neuartigen Waldschäden in Deutschland, insbesondere die Wirkung von Schwefel- und Stickstoffeinträgen in das Waldökosystem. Seine Arbeiten und Erkenntnisse haben große Bedeutung in der Ökosystemforschung, bei der die Wechselwirkungen zwischen Pflanzen, Tieren, Mikroorganismen und der unbelebten Umwelt (Boden, Luft) untersucht werden.
In seiner Arbeitsgruppe am Max-Planck-Institut erforscht er die globalen Stoffumsetzungen und koordiniert das europäische Forschungsprojekt CarboEurope, in dem die Kohlenstoffbilanzen Europas ermittelt werden. Gemeinsam mit Wolfgang Weisser ist er Koordinator des aktuell weltweit einmaligen Biodiversitätsexperimentes bei Jena. Außerdem betreut er mit Unterstützung der Deutschen Forschungsgemeinschaft (DFG) ökologische Langzeituntersuchungen in Deutschland im Rahmen des Exploratorien-Projektes.

## Position
Im Mai 2017 gab er der Deutschen Presse-Agentur ein Interview, in dem er die Bedeutung und den Bedarf von Wald-Natur-Reservaten (NWE5 Nationale Biodiversitätsstrategie) in Abrede stellte. Die Thüringer Allgemeine überschrieb die Meldung mit „Waldforscher: Waldwildnis schadet der Artenvielfalt.“ Schulze geht davon aus, dass, wenn Wald aus der Nutzung genommen werde, sich vor allem Buchen-Monokulturen entwickelten. „Letztlich setzt sich Umweltministerin Siegesmund dafür ein, Biodiversität zu verringern und Artenvielfalt zu vernichten.“ warf er dem thüringischen Umweltministerium vor.
Das Interview erzeugte so viel Aufmerksamkeit, dass sich das Bundesamt für Naturschutz (BfN) genötigt sah, eine fachliche Klarstellung zu dem Interview zu veröffentlichen.

## Auszeichnungen und Mitgliedschaften (Auswahl)
- 1990: Mitglied der Leopoldina[5]
- 1992: Max-Planck-Forschungspreis gemeinsam mit Harold A. Mooney, Stanford University
- 1993: Mitglied der American Academy of Arts and Sciences
- 2004: Vladimir Ivanovich Vernadsky Medal der European Geosciences Union
- 2006: Umweltpreis der Bundesstiftung Umwelt für seine Arbeiten zur Klimaforschung.
- 2008: Bundesverdienstkreuz (I. Klasse)
- 2013: Ernst-Häckel-Preis der Europäischen Ökologischen Föderation